# Meiacanthus urostigma
Meiacanthus urostigma là một loài cá biển thuộc chi Meiacanthus trong họ Cá mào gà. Loài này được mô tả lần đầu tiên vào năm 2001.

## Từ nguyên
Từ định danh urostigma được ghép bởi hai âm tiết trong tiếng Hy Lạp cổ đại: ourá (ουρά; "đuôi") và stígma (στίγμα; "đốm"), hàm ý đề cập đến đốm đen nổi bật trên gốc vây đuôi của loài cá này.

## Phân bố và môi trường sống
M. urostigma hiện chỉ được biết đến ở quần đảo Surin (bờ tây Thái Lan) và phía bắc đảo Sumatra (Indonesia), được tìm thấy trên các rạn san hô và trong đầm phá ở độ sâu đến ít nhất là 13 m.

## Mô tả
Tổng chiều dài lớn nhất được ghi nhận ở M. urostigma là 8 cm. Loài này có màu nâu tanin nhạt. Sọc bên lườn kéo dài từ mõm đến trước cuống đuôi. Cuống đuôi màu vàng cam tươi, có đốm đen thon dài.
Số gai vây lưng: 4–5; Số tia vây lưng: 22–24; Số gai vây hậu môn: 2; Số tia vây hậu môn: 15–16.

## Phân loại
M. urostigma cùng với Meiacanthus ditrema được xếp vào phân chi Allomeiacanthus. Allomeiacanthus khác với những phân chi còn lại trong Meiacanthus, đáng chú ý nhất là có tuyến độc trong miệng nằm ở vị trí phía dưới và được bao bọc bởi xương răng, ngoài ra chúng không có đường bên và chỉ có 2 hốc (3 ở các phân chi khác) ở xương hàm dưới và xương sau thái dương.

## Sinh thái
Trứng của M. urostigma có chất kết dính, được gắn vào chất nền thông qua một tấm đế dính dạng sợi. Cá bột là dạng phiêu sinh vật, thường được tìm thấy ở vùng nước nông ven bờ.